# Талвела, Мартти
Ма́ртти О́лави Та́лвела (фин. Martti Olavi Talvela, 4 февраля 1935, Хийтола, Финляндия — 22 июля 1989, Юва, Финляндия) — финский оперный певец (бас), которого называют «финским Шаляпиным». Обычно считается «вагнеровским» певцом, однако его репертуар и оставленная обширная дискография включают в себя произведения самых разных композиторов и направлений.

## Биография
Мартти Талвела родился 4 февраля 1935 года в Хийтоле (Финляндия) в крестьянской семье.
По воспоминаниям Талвелы, он увлёкся оперой, услышав выступление Ивана Петрова в партии Бориса Годунова в одноимённой опере Мусоргского.
Учился в Музыкальной академии Лахти с 1958 по 1960 год. После победы на национальном конкурсе исполнителей в 1960 году переехал в Стокгольм. В 1961 году состоялся дебют Талвела на сцене оперного театра (Королевский театр в Стокгольме) в партии Спарафучиле («Риголетто» Верди). В 1962 году по приглашению Виланда Вагнера, внука композитора, выступил на фестивале в Байрёйте, а на следующий год присоединился к труппе театра «Дойче Опер» в Западном Берлине. В 1965 году дебютировал в «Ла Скала» и Венской государственной опере.
В 1968 году имя Талвела обрело известность в США — он дал сольный концерт в Нью-Йорке и исполнил партию Великого инквизитора в «Доне Карлосе» Верди в «Метрополитен-опере». С этого времени его выступления в «Метрополитен» стали регулярными, наибольшим успехом в США пользовался его Борис Годунов.
В 1972—1979 годах Талвела был художественным руководителем оперного фестиваля в Савонлинне, благодаря его усилиям фестиваль вышел на международный уровень.
С 1974 — солист Финской национальной оперы в Хельсинки.
С 1976 года периодически выступал в Большом театре в Москве. Поддерживал дружеские связи с русскими оперными артистами, в частности, Евгением Нестеренко.

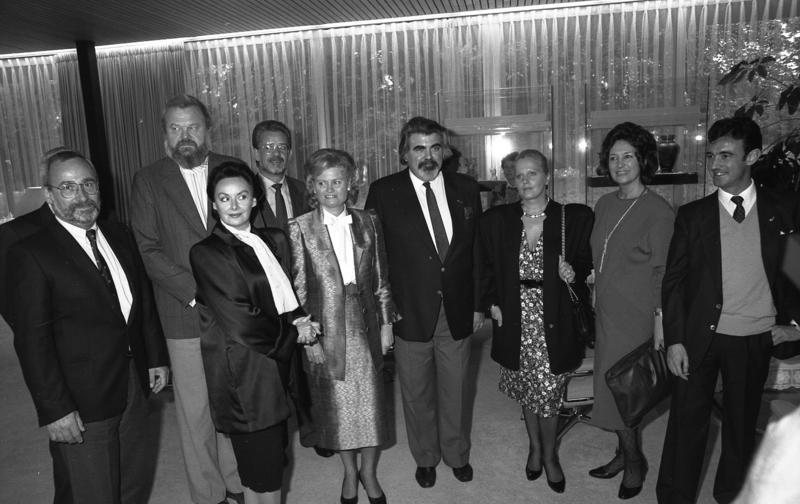
М. Талвела (второй слева) вместе с другими артистами в Оперном театре Бонна (1987)

В 1989 году Талвела был назначен руководителем Финской национальной оперы. Талвела должен был приступить к своим обязанностям на этом посту с 1992 года, когда предполагалось открытие нового здания оперы, но внезапная смерть помешала этим планам.
Талвела умер от сердечного приступа во время свадьбы своей дочери 22 июля 1989 года.

## Творчество
Мартти Талвела исполнял басовые партии в операх Вагнера («Золото Рейна», «Валькирия», «Летучий голландец»), Мусоргского («Борис Годунов», «Хованщина»), Сметаны («Проданная невеста»). Из Моцарта в его репертуаре был не только Командор («Дон Жуан»), но и Зарастро («Волшебная флейта»), и комический Осмин («Похищение из сераля»).
Мартти Талвела обладал могучим телосложением (при росте 2 метра 1 сантиметр певец весил более 120 кг), что позволяло ему выразительно представлять на сцене мифические и властные персонажи, такие как Фазольт в «Золоте Рейна», Борис Годунов, Король Марк в «Тристане и Изольде» и другие.
Большое внимание певец уделял произведениям финских композиторов. Так, опера Йонаса Кокконена «Последнее искушение» была написана специально для Талвелы.
В 1960-х годах Талвела много сотрудничал с дирижёром Гербертом фон Караяном, сделав совместно с ним семь записей опер. Однако отношения между ними были непростыми и закончились разрывом. В своём интервью 1968 года Талвела говорил: «Я по своему характеру никакой не холоп, а фон Караян хочет, чтобы в его свите были люди, для которых земной благодатью является одно прикосновение к его мантии. … Караян действительно великолепный дирижёр и делает музыку высшего класса. Утешает то, что в мире есть и другие отличные дирижёры и что возможности для работы на этом не заканчиваются».
Кроме Караяна, Талвела сотрудничал с такими дирижёрами, как Карл Бём, Клаудио Аббадо, Георг Шолти, Ханс Кнаппертсбуш, Отто Клемперер и Ричард Бонинг.

## Оценки
Талвела удостоился самых лестных отзывов критиков в различных странах, где он выступал.

Его вокальные данные указывают на «Метрополитен Опера». Никогда ещё не приходилось слышать столь звучный и сочный, с широким диапазоном финский бас.
— критик Эрик Тавастшерна, 1960

Мощному естеству, силе голоса, его полноте и богатству нюансов финского баса полностью соответствует его способность воплотить всё это в исполняемом образе.
— газета «Зюддойче Цайтунг» о Талвеле в роли Бориса Годунова, 1971

Финский бас-великан, выглядящий словно пророк из Ветхого Завета, с голосом, как гранитная глыба, потрясает до самых глубин, выкликая молитвы и завораживая ошеломлённую публику.
— «Файненшл Таймс», 1974

Захватывающий образ, рисуемый Талвела, которому, впрочем, недоставало каких-то последних тончайших штрихов, присущих величайшим Борисам, стал центральным элементом этого цельного, временами потрясающего представления. … В этом Борисе было что-то от короля Лира,.. он был похож больше на несчастное затравленное животное, чем на безжалостного государя, обезумевшего от страха.
— «Нью-Йорк Таймс», 1987

## Награды и звания
- 1960 — Лауреат национального конкурса вокалистов в Ваасе

## Дискография
- 1962 — «Парсифаль», дирижёр Ханс Кнаппертсбуш (Титурель)
- 1964 — «Волшебная флейта», дирижёр Карл Бём (второй воин)
- 1965 — «Лоэнгрин», дирижёр Карл Бём
- 1965 — «Набукко», дирижёр Хорст Штайн (Захария)
- 1965 — «Дон Карлос», дирижёр Георг Шолти (Великий инквизитор)
- 1966 — Л. ван Бетховен. Симфония № 9, дирижёр Ганс Шмидт-Иссертедт
- 1966 — «Валькирия», дирижёр Герберт фон Караян (Хундинг)
- 1966 — «Тристан и Изольда», дирижёр Карл Бём (Король Марк)
- 1966 — «Тангейзер», дирижёр Карл Меллес (Ландграф)
- 1966 — «Золото Рейна», дирижёр Карл Бём (Фазольт)
- 1966 — «Золото Рейна», дирижёр Герберт фон Караян (Фазольт)
- 1966 — И. С. Бах. Пасхальная оратория, дирижёр Лорин Маазель
- 1967 — «Тангейзер», дирижёр Вольфганг Заваллиш (Ландграф)
- 1967 — «Золото Рейна», дирижёр Герберт фон Караян (Фазольт)
- 1967 — «Валькирия», дирижёр Герберт фон Караян (Хундинг)
- 1967 — «Дон Жуан», дирижёр Карл Бём (Командор)
- 1967 — Й. Гайдн. Оратория «Времена года», дирижёр Карл Бём
- 1968 — «Летучий голландец», дирижёр Отто Клемперер (Даланд)
- 1968 — «Фиделио», дирижёр Карл Бём (Фернандо)
- 1968 — «Дон Карлос», дирижёр Клаудио Аббадо (Великий инквизитор)
- 1968 — «Летучий голландец», дирижёр Отто Клемперер (Даланд)
- 1969 — «Волшебная флейта», дирижёр Георг Шолти (Зарастро)
- 1969 — «Дон Жуан», дирижёр Герберт фон Караян (Командор)
- 1969 — «Валькирия», дирижёр Герберт фон Караян (Хундинг)
- 1970 — «Дон Карлос», дирижёр Хорст Штайн (Великий инквизитор)
- 1970 — «Дон Карлос», дирижёр Клаудио Аббадо (Великий инквизитор)
- 1970 — «Борис Годунов», дирижёр Герберт фон Караян (Пимен)
- 1970 — «Фиделио», дирижёр Карл Бём (Фернандо)
- 1971 — «Риголетто», дирижёр Ричард Бониндж (Спарафучиле)
- 1972 — Л. ван Бетховен. Симфония № 9, дирижёр Георг Шолти
- 1972 — Г. Малер. Симфония № 8, дирижёр Георг Шолти
- 1976 — «Борис Годунов», дирижёр Ежи Семкув (Борис Годунов)
- 1976 — «Летучий голландец», дирижёр Георг Шолти (Даланд)
- 1977 — «Последнее искушение», дирижёр Ульф Сёдерблом (Пааво Руотсалайнен)
- 1980 — «Волшебная флейта», дирижёр Джеймс Ливайн (Зарастро)
- 1980 — «Похищение из сераля», дирижёр Карл Бём (Осмин)
- 1982 — «Волшебная флейта», дирижёр Джеймс Ливайн (Зарастро)
- 1984 — Ф. Шуберт. Вокальный цикл «Зимний путь».
- 1985 — «Похищение из сераля», дирижёр Георг Шолти (Осмин)
- 1999 — Посвящение Мартти Талвела. Оперные арии. Вокальные произведения Я. Сибелиуса, Т. Куула